# Boris Mieńszagin
Boris Gieorgijewicz Mieńszagin, ros. Борис Георгиевич Меньшагин (ur. 9 maja 1902 w Smoleńsku lub Rostowie nad Donem w Rosji, zm. 25 maja 1984 w Kirowsku w ZSRR) – radziecki adwokat, burmistrz okupowanego Smoleńska, a następnie Bobrujska podczas II wojny światowej
Ukończył gimnazjum w Smoleńsku. 19 lipca 1919 r. wstąpił ochotniczo do armii bolszewickiej. 1 czerwca 1927 r. został z niej zwolniony z powodów religijnych. Następnie ukończył zaocznie studia prawnicze na uniwersytecie w Moskwie. Pracował jako adwokat i doradca prawny. W latach 1928–1931 był adwokatem w kolegium adwokackim przy centralno-czarnomorskim okręgu. Następnie pracował w zakładach remontowych "ARJeMZ"  w Moskwie, zaś do 1937 r. w parku remontowym zakładów samochodowych. Od tego roku był adwokatem kolegium adwokackiego w Smoleńsku. Po zajęciu Smoleńska przez wojska niemieckie latem 1941 r., został mianowany przez Niemców burmistrzem. 18 kwietnia 1943 r. z polecenia Niemców odbył podróż w rejon Katynia, na miejsce rozstrzelania tysięcy polskich oficerów. Wobec zbliżania się Armii Czerwonej ewakuował się we wrześniu tego roku z miasta, po czym objął funkcję burmistrza okupowanego Bobrujska. W 1944 r. zbiegł do Niemiec. Po zakończeniu wojny został w maju 1945 r. internowany przez Amerykanów w Karlowych Varach. Wkrótce uwolniono go, po czym – po informacji o aresztowaniu przez NKWD jego rodziny – 28 maja tego roku dobrowolnie oddał się w ręce Sowietów. Został przewieziony do Moskwy i aresztowany. Podczas śledztwa odmówił poświadczenia zeznań jego zastępcy z czasów okupacji niemieckiej w Smoleńsku, prof. Borysa W. Bazylewskiego, mówiących o tym, że zbrodni katyńskiej dokonali Niemcy. W rezultacie 12 września 1951 r. został skazany na karę 25 lat więzienia. Został osadzony w więzieniu we Włodzimierzu. Po wyjściu na wolność 28 maja 1970 r., osiadł w domu inwalidów we wsi Kniażaja Guba w rejonie Murmańska, zaś w 1981 r. w Kirowsku. Nagrał tam na taśmy magnetofonowe wspomnienia z czasów wojny, opublikowane następnie w Paryżu.